# Linien-Seepferdchen
Das Linien-Seepferdchen (Hippocampus erectus) ist eine Art aus der Gattung der Seepferdchen, lebt im westlichen Atlantik und ist laut der IUCN gefährdet.

## Beschreibung

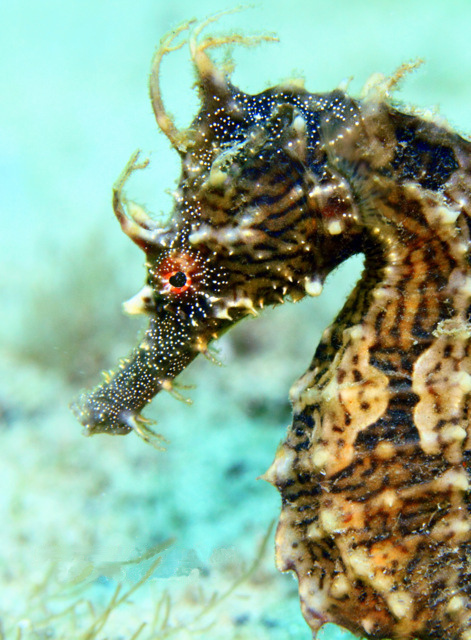
Linien-Seepferdchen

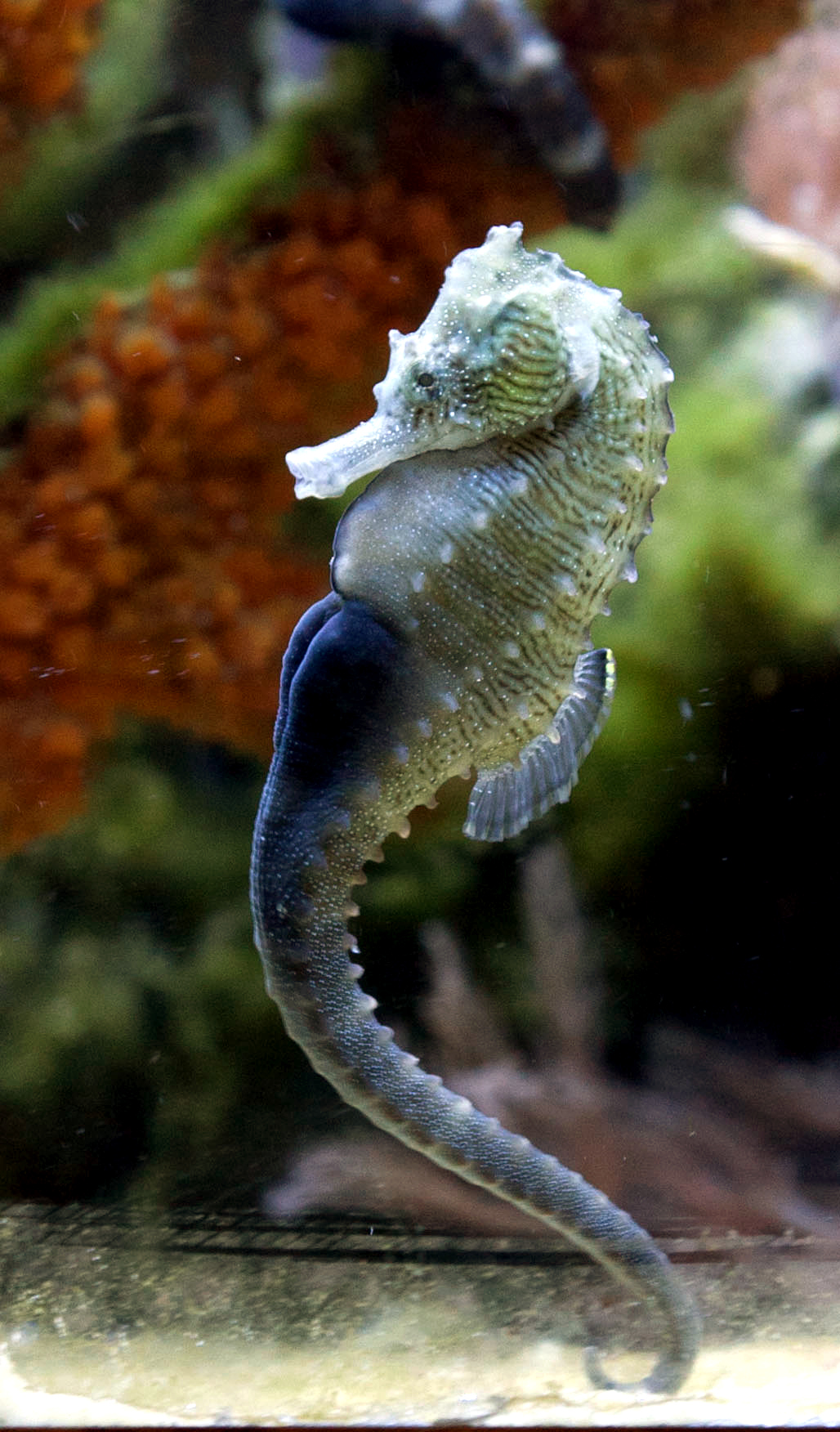
Blaues Exemplar

Diese Art ist recht kräftig und robust, erreicht eine maximale Körperlänge von 19 Zentimetern und wird je nach Quelle ungefähr ein bis 4 Jahre alt. Geschlechtsreife erreichen männliche Exemplare im Alter von 5 bis 7 Monaten, in diesem Alter entwickeln sie Brutbeutel. Durch diesen Brustbeutel kann man weibliche von männlichen Exemplaren unterscheiden. Mit für Seepferdchen typischer Körperform besitzen sie keine Schuppen, sondern nur eine Haut die über ihre Knochen liegt. Die Knochen sind in Reihen ringförmig um den Rumpf angeordnet und bilden so bis zu 50 Knochenplatten und damit einen Hautknochenpanzer, der wie eine Rüstung für das Tier fungiert. Die ersten, dritten, fünften, siebten und elften ringförmigen Knochen sind vergrößert, was sie von anderen Seepferdchenarten unterscheidet, die typischerweise einen ersten, vierten, siebten und elften vergrößerten aufweisen. Ein weiteres Merkmal von Exemplaren die im Sargassum leben, ist, dass sie markante knöcherne Auswüchse bilden.
Generell besitzen sie eine recht lange Schnauze in der sich keine Zähne befinden und ihre Kiemen sind büschelig, Becken- und Afterflossen fehlen. Ihre Krone sitzt recht niedrig und erscheint wie ein dreieckiger Keil mit scharfen Kanten oder Stacheln. Ihre Rückenflosse ist rückgratlos. Die Färbung dieses Seepferdchens variiert sehr stark, von grau, braun, grün, gelb, orange und rot bis schwarz. Während braune Exemplare auf der Vorderseite eher blasser sind. Der Körper hat oft ein charakteristisches Muster von weißen Linien, die der Halskontur folgen, diesen verdankt es seinen englischen Namen Lined seahorse. Einige Exemplare weisen auch kleine weiße Punkte auf ihrem Schwanz auf.

## Verbreitung
Das Ausbreitungsgebiet dieses Seepferdchens liegt im westlichen Atlantik und erstreckt sich von der Südspitze von Nova Scotia südlich entlang der Ostküste der Vereinigten Staaten, über Bermuda, den Bahamas, den Küsten des Golfs von Mexiko, Kuba, Haiti, den Kleinen Antillen, der karibischen Küste von Panama über Kolumbien bis nach Bahia, Brasilien. Hippocampus erectus wurde auch auf den Azoren gefunden, wobei es unklar ist, ob dort wirklich eine Population lebt.

### Habitat
Das Linien-Seepferdchen kommt in Tiefen von 0,5 bis 70 Metern vor und wird oft beobachtet, wenn es sich an Wasserpflanzen wie Mangroven, Seegräser, Schwämme, Korallen oder schwimmenden Golftang klammert. Diejenigen Exemplare die mit Golftang frei schwimmen, haben oft Ausstülpungen und fleischige Fortsätze, die bei der Tarnung helfen. Es kann sowohl an der Oberfläche als auch am Grund von Flachwasser und tieferen Kanalbereichen in Buchten oder Stränden vorkommen. Viele Exemplare werden auch bei künstlichen beziehungsweise vom Menschen erschaffene Strukturen gesichtet.
In Brasilien wurde es in Wasser mit einem Salzgehalt von 45 ‰ gefunden.

## Gefährdung
Gefährdet wird dieses Seepferdchen durch die Garnelen- oder Krabbenfischerei und besonders durch die Schleppnetzfischerei, wo es unbeabsichtigt als Beifang gefangen wird. Es wird aber ebenso gezielt gefischt, da es ein sehr beliebter Aquarienfisch in Nord- und Zentralamerika ist. Alleine in Florida werden jedes Jahr tausende Exemplare für den Aquariengebrauch gefangen. Des Weiteren ist es der sechst wichtigste exportierte Zierfisch Brasiliens und an den Stränden der mexikanischen Karibikküste wird es als Kuriosität beziehungsweise Souvenir vertrieben. Verwendung findet diese Art ebenso in der traditionellen chinesischen Medizin, vor allem chinesische Emigranten die in Panama und Peru lebten, vertrieben sie kommerziell. In dieser Volksmedizin werden Seepferdchen getrocknet und anschließend gemahlen. Das Pulver wurde mit einem Getränk getrunken und als Behandlung gegen Asthma verwendet. Generell finden diese Seepferdchen auch Anwendung gegen Alkoholismus, Thrombosen, Bronchitis, Impotenz, Osteoporose, Herzerkrankungen, Krebs und Rheumatismus.
Nicht nur aufgrund der aktiven Verwendung des Menschen sind diese Tiere gefährdet, sondern auch durch die massive Umweltverschmutzung, die bevorzugten Habitate wie Mangroven, Seegräser oder Korallenriffe werden immer weiter zerstört. Durch Verschmutzung und Sedimentfracht leidet die Lebensqualität ihrer Habitate.

### Schutz
Die gesamte Gattung Hippocampus wurde im November 2002 im Anhang II des Washingtoner Artenschutzübereinkommens gelistet, dies bedeutet, dass der kommerzielle Handel nach einer Unbedenklichkeitsprüfung des Ausfuhrstaates möglich ist. In den Vereinigten Staaten wird der Handel derzeit überwacht.

## Aquaristik
Grundsätzlich ist das Halten des Linien-Seepferdchens meldepflichtig und es ist beim Kauf auf entsprechende Nachweise zu achten. Des Weiteren ist das Halten von diesen Seepferdchen anspruchsvoll und sollte daher nur von Experten in Betracht gezogen werden.
Das Aquarium, in dem Hippocampus erectus gehalten wird, sollte dem Tier viele Möglichkeiten bieten sich mit ihrem Schwanz an Gegenständen oder Pflanzen fest zu halten, beziehungsweise sie zu umklammern. Möglichkeiten bieten etwa Caulerpa, Hornkorallen, Weichkorallen, oder feine Keramik. Nesselnde Korallen sollten aufgrund des Nesselgifts unbedingt vermieden werden, zudem sollte das Becken mehr als 200 Liter fassen, höher als 50 Zentimeter und die Strömungsgeschwindigkeit nicht zu stark sein. Das Seepferdchen sollte drei- bis sechsmal täglich gefüttert werden, wobei es Lebendfutter bevorzugt, wie etwa Mysis oder Salzkrebschen. Wegen der hohen Fütterungsfrequenz sollte man auf einen leistungsstarken Abschäumer achten. Gehalten sollten sie zudem auch in Paaren oder in Gruppen, möglich ist es auch mit anderen Seenadeln oder Mandarinfischen.

## Belege
1. 1 2 3 4 5 6 7  Hippocampus erectus in der Roten Liste gefährdeter Arten der IUCN 2017-3. Eingestellt von: Pollom, R., 2016-10-03.
2. 1 2  Hippocampus erectus auf Fishbase.org (englisch)
3. 1 2 3  Hippocampus erectus (Hippocampus erectus). WESO Software GmbH, abgerufen am 19. April 2018.
4. 1 2 3 4 5 6 7  Cathleen Bester: Lined Seahorse. Florida Museum of Natural History, abgerufen am 19. April 2018 (englisch).
5. 1 2  Rosamond Gifford Zoo Volunteers: Lined Seahorse. 23. Juli 2005, archiviert vom Original (nicht mehr online verfügbar) am 21. Dezember 2018; abgerufen am 19. April 2018 (englisch).  Info: Der Archivlink wurde automatisch eingesetzt und noch nicht geprüft. Bitte prüfe Original- und Archivlink gemäß Anleitung und entferne dann diesen Hinweis.